# Đại Nhật Năng Nhẫn
Đại Nhật Năng Nhẫn (zh. 大日能忍, ja. dainichi nōnin), thế kỷ 12-13, là một vị Thiền sư Nhật Bản, là người khai sáng Nhật Bản Đạt-ma tông (ja. nihon darumashū). Dòng thiền của Sư tồn tại không lâu vì sau này phần lớn các môn đệ chính đều gia nhập tông Tào Động (ja. sōtō) của Thiền sư Đạo Nguyên Hi Huyền (ja. dōgen kigen). Người kế thừa Sư là Giác Yển (ja. kakuan).
Sư tu tập thiền không có sự hướng dẫn của thầy nhưng vẫn tự mình chứng ngộ. Vì không ai ấn chứng nên Sư không được chấp nhận. Thế nên, Sư viết một bức thư nhờ hai vị đệ tử sang Trung Quốc tìm thầy ấn chứng. Đệ tử của Sư đến yết kiến Thiền sư Phật Chiếu Đức Quang (ja. busshō tokkō, 1121-1203) thuộc tông Lâm Tế và được vị này thừa nhận, ấn khả.